# Hopesfall
Hopesfall, est un groupe américain de post-hardcore, originaire de Charlotte, en Caroline du Nord. Le groupe est actuellement signé chez Equal Vision Records. Le groupe se sépare en 2008 après le départ de tous les membres, à l'exception du chanteur Jay Forrest. Par la suite, les membres des deux premiers albums du groupe se réunissent temporairement et donnent des concerts de retrouvailles en 2011. Le groupe se reforme finalement avec la majorité des membres de leur dernier album et le batteur original Adam Morgan en 2016 avec un nouveau label Equal Vision Records. Arbiter sort le 13 juillet 2018.

## Histoire

### Débuts (1998–2001)
Hopesfall (stylisé en .hopesfall.) débute en tant que groupe hardcore chrétien en 1998. Ils enregistrent leur premier album, The Frailty of Words, la même année, qui sort en novembre 1999 sur le label hardcore/punk chrétien DTS Records. Après la sortie de The Frailty of Words, le bassiste fondateur Christopher Kincaid quitte le groupe et est remplacé par Pat Aldrich. En 2001, le groupe sort l'EP No Wings to Speak of sur Takehold Records. Ryan Parrish est alors à la tête de l'écriture des chansons, créant ce qui deviendra la signature du son .hopesfall. dans le genre hardcore mélodique.

### The Satellite Years(2002–2004)
En 2002, le groupe signe un contrat de trois albums avec Trustkill Records pour The Satellite Years. Cet album marque le départ du chanteur fondateur Doug Venable et du bassiste Pat Aldrich. Jay Forrest remplace Venable au chant. Chad Waldrup remplace Aldrich à la basse. Ryan Parrish, principal auteur-compositeur, parolier, guitariste, chanteur et visionnaire derrière le son de la marque .hopesfall, est invité par le reste du groupe à quitter le groupe en raison de « différences personnelles » à la suite de l'enregistrement de The Satellite Years. Ryan se sent désillusionné par le fait que Trustkill Records ait pris le contrôle créatif du groupe et ait imposé le mariage du commerce avec l'art du groupe. Cet événement entraîne des conflits avec le reste du groupe qui se range du côté du label, abandonnant la vision précédente de .hopesfall. Le départ de Ryan Parrish marque la fin du son hardcore mélodique caractéristique du groupe et de son message chrétien, car Ryan est le principal auteur-compositeur et porte-parole du groupe avec Venable, les deux étant considérés comme les chrétiens du groupe. The Satellite Years sort après le départ de Parrish, bien qu'il ait été le principal compositeur de l'album,,. The Satellite Years est enregistré au studio Great Western Record Recorders par Matt Talbott de HUM,. Le groupe confirme via une publication Facebook que Chad Waldrup avait battu Matt Talbott au jeu GoldenEye sur Nintendo 64, ce qui a poussé Talbott à tenir son pari de chanter sur Escape Pods for Intangibles.

### A Types(2004–2007)
Le groupe suit avec A Types en 2004, qui avait un son plus rock alternatif et s'éloignait radicalement du style de The Satellite Years - notamment, le chant de Forrest était presque exclusivement un chant clair. Au moment de la sortie de A Types, Joshua Brigham était le seul membre fondateur restant de Hopesfall, et avec Jay Forrest, le seul autre membre restant de la formation qui apparaissait sur The Satellite Years, le batteur Adam Morgan ayant quitté le groupe quelques semaines avant l'enregistrement. Morgan est remplacé par Adam Baker, qui a quitté le groupe pendant la tournée A Types pour être à nouveau remplacé par Morgan. Morgan quitte définitivement le groupe avant l'enregistrement de l'album suivant, Magnetic North, et est remplacé par Jason Trabue.

### Magnetic Northet séparation (2007–2008)
Magnetic North sort le 15 mai 2007. L'album voit le groupe trouver un équilibre entre les styles contrastés trouvés sur The Satellite Years et A Types. Ils tournent peu pour soutenir Magnetic North, et en juillet de la même année, ils annoncent d'autres changements dans le groupe, avec Joshua Brigham, Mike Tyson, Dustin Nadler, et Jason Trabue qui quittent tous le groupe. Cory Seals, Robert DeLauro, Paul Cadena, et Joey Manzione remplissent les postes vacants, et, avec Jay Forrest, continuent la partie américaine de la tournée Magnetic North.
En septembre 2007, le groupe annonce son intention de changer de nom, mettant ainsi fin à l'ère Hopesfall ; cependant, ces plans n'ont jamais abouti. En janvier 2009, des rumeurs ont circulé sur les intentions de Forrest d'enregistrer des voix pour plusieurs chansons inachevées de Hopesfall, bien qu'aucune autre mise à jour n'ait été rapportée.Après la tournée Magnetic North, les membres remplaçants quittent le groupe, et en janvier 2008, Hopesfall annonce finalement sa séparation.

### Retour (2011)
Les 5 et 6 août 2011, la formation de l'album No Wings to Speak of (Doug, Josh, Ryan, Adam et Pat) se réunit pour donner des concerts à Winston-Salem et Charlotte, en Caroline du Nord. Ils jouent des chansons de ces albums ainsi que de The Satellite Years.

### Deuxième retour etArbiter(depuis 2016)
Le groupe se reforme en 2016 et signe avec Equal Vision Records, qui réédite ses trois derniers albums en vinyle. Le groupe annonce son intention de sortir un nouvel album en 2017. La formation pour ce nouvel album comprend le chanteur de longue date Jay Forrest, le guitariste fondateur Josh Brigham et le guitariste de A-Types et Magnetic North Dustin Nadler, le bassiste de Satellite Years Chad Waldrup et batteur fondateur Adam Morgan. Hopesfall sort H. A. Wallace Space Academy le 11 avril 2018, le premier single du nouvel album et la première nouvelle chanson du groupe en 11 ans. Le 12 juin 2018, le deuxième single, Tunguska, sort. Arbiter, le cinquième album studio du groupe, sort le 13 juillet 2018 chez Equal Vision/Graphic Nature Records,. L'album est enregistré et produit par Mike Watts, qui a également travaillé avec le groupe sur A Types et Magnetic North.
Le 31 mai 2019, le groupe annonce sur sa page Facebook le retour de Ryan Parrish en tant que guitariste principal après 17 ans d'absence.
Le 24 février 2020, le groupe sort une nouvelle chanson intitulée Hall of the Sky qui est disponible sur les services de streaming le lendemain. En plus du son post-hardcore atmosphérique du groupe, la chanson comporte également des éléments de rock progressif et de post-rock. La chanson est le premier enregistrement de Hopesfall avec Parrish depuis The Satellite Years de 2002. En mars 2020, le groupe avait prévu de se lancer dans une tournée à travers le Japon avec Taken. La tournée devait commencer le 25 mars à Tokyo, mais il est annoncé plus tard que la tournée serait reportée en raison des préoccupations concernant la pandémie de Covid-19. Le 2 décembre 2022, le groupe annonce que la tournée reportée au Japon est de nouveau d'actualité.

## Discographie
- 1999 : The Frailty of Words (DTS Records)
- 2001 : No Wings to Speak of (EP, Trustkill Records)
- 2002 : The Satellite Years (Trustkill Records)
- 2004 : A Types (Trustkill Records)
- 2007 : Magnetic North (Trustkill Records)
- 2018 : Arbiter (Equal Vision Records)